# Jacques Rivette
Jacques Rivette (Rouen, 1928. március 1. – Párizs, 2016. január 29.) francia filmrendező, az új hullám egyik legjelentősebb képviselője. Pályatársai: Éric Rohmer, Jean-Luc Godard, François Truffaut, Agnès Varda, Jacques Demy, Claude Chabrol, Louis Malle, Alain Resnais és Roger Vadim. Hatással volt rá: Marc-Gilbert Guillaumin.

## Élete
A Cahiers du Cinema szaklap vezető filmkritikusaként szerezte meg hírnevét. Jacques Becker és Jean Renoir asszisztenseként kezdett el tevékenykedni, majd önálló rendezéseivel a francia új hullám egyik vezető személyiségévé vált. Az 1960-as Párizs a miénk című filmjében az élet és a színház közti kapcsolatot boncolgatta, ami életművének fontos tárgyköre maradt. 1966-os Az apáca című filmje a cenzorok asztalán végezte, aminek köszönhetően nagy sikert váltott ki a film. Legutóbbi filmje a 2007-es Langeais hercegnő című filmje visszatérés a kosztümös filmek világához, egy kicsit Az apáca párdarabjának is tekinthető. Érdekes adalék, hogy eredetileg modern környezetben akarta a rendező vászonra vinni a történetet, de ehhez a producerek nem adtak volna támogatást, így került elő újra a Balzac novella. A Langeais hercegnő Balzac ugyanannak A tizenhármak története című regényének egy fejezete, ami a legendás tizenhárom órás Rivette-film, az Out 1 : Noli me tangere kiindulópontjául szolgált 1971-ben. Rivette nemcsak a világ filmművészetének egyik kiemelkedő figurája, de egyben a nouvelle vague egyik utolsó élő alakja.
Éric Rohmer így ír róla: „Ha valaki teljes tisztaságában fenntartotta a francia film hagyományát, az ő.”
A francia új hullám induló rendezői közül Éric Rohmer és Jacques Rivette jártak azonos utat, a pályájuk elején készítették el az összetettebb, nehezebben befogadható darabokat és életművük második fele bizonyult a közönség szemében népszerűbbnek. Ez Rivette esetében az 1980-as évek közepétől számítható, ekkor kezdik el felfedezni korábbi filmjeit is. Az igazi áttörést talán A négyek bandájától számíthatjuk, ekkor kezdik igazán megismerni szélesebb körben is a rendezőlegenda nevét. Magyarországon mind a mai napig az ismeretlen rendezők között kell számon tartanunk.
A másik utat Jean-Luc Godard és Agnès Varda járják, akiknek életművében a késői darabok a nehezebben befogadható alkotások.

## Filmjei
A (*)-gal jelölt filmeket vetítették eddig Magyarországon!
- Aux Quatre Coins (A négy sarokból, néma rövid, 1949) – elveszett
- Le Quadrille (Kockások, néma rövid, 1950) – elveszett
- Le Divertissement (A szórakozás, néma rövid, 1952)
- Coup du berger* (A pásztor ütése / Susztermatt, rövid, 1956)
- Paris nous appartient* (Párizs a miénk, 1960)
- La Religieuse* (Az apáca, 1966)
- Jean Renoir, a vendéglátó* (dokumentum-portréfilm, 1967)
- L’Amour fou (Őrült szerelem, 1969)
- Out 1 : Noli me tangere (1971, bemutató: 1990)
- Out 1 : Spectre (rövidített verzió, 1972)
- Naissance et mont de Prométée (Prométeusz hegye és származása, rövid, 1974)
- Essai sur L’Agression (Tanulmány az agresszióról, rövid, 1974)
- Céline et Julie vont en bateau* (Céline és Julie csónakázik: fantom hölgyek Párizs felett, 1974)
- Noroît* (Noroit – Északi szél, A párhuzamos élet színpadai vagy A tűz leányai-tetralógia 3. rész: Egy bosszú története., 1975-1977)
- Duelle (une quarantaine)* (Párbaj (nőnemben), A párhuzamos élet színpadai vagy A tűz leányai-tetralógia 2. rész: A karantén., 1976, bemutató: 1985)

A párhuzamos élet színpadai vagy A tűz leányai című tetralógiájának az elkészítésére Jacques Rivette hitelt vett fel, azonban a várt siker elmaradt, s csupán két rész készülhetett el belőle. Az 1. részének forgatása elkezdődött ugyan , de abbamaradt. A 4. rész, ami egy musical lett volna Anna Karina és Jean Marais főszereplésével csak terv maradt...
- Merry-Go-Round* (Körhinta / Körbe-körbe, 1977-78, bemutató: 1983),
- Paris s’en va (Párizs, ahogyan él, rövid, 1981)
- Le Pont du Nord* (Északi híd, 1982)
- L’Amour par terre* (Földi szerelem, 1984)
- Hurlevent* ((dramatizált) Üvöltő szelek, 1985)
- La Bande des quatre* (A négyek bandája, 1988-89)
- La Belle Noiseuse* (A szép bajkeverő, 1991)
- Le Belle Noiseuse – La Divertimento (A szép bajkeverő – rövidített verzió, 1991)
- Jeanne la Pucelle* (Az orléans-i szűz, 1994) – két részes: A csaták. / A börtönök.
- Haut bas fragile (Vigyázat, törékeny!, 1995)
- Secret défense* (Titkos védelem, 1997-98)
- Va savoir* (Ki tudja?, 2001)
- Va savoir+ (Ki tudja? (rendezői változat), 2001)
- Histoire de Marie et Julien* (Marie és Julien története, A párhuzamos élet színpadai vagy A tűz leányai-tetralógia 1. el nem készült részének története alapján, 2003)
- Ne touchez pas la hache* (Langeais hercegnő / Ne nyúlj a fejszéhez! / Ne nyúlj a baltához!, 2007)
- L’Amour par terre+* (Földi szerelem (rendezői), 2008)
- 36 vues du Pic Saint-Loup* (Örököltem egy cirkuszt / 36 pillanatkép a Pic Saint-Loup Társulat életéből, 2009)

## Jelentősebb díjai
- Berlini Nemzetközi Filmfesztivál, FIPRESCI-díj és Életmű díj, La Bande des quatre, 1989
- Cannes-i Nemzetközi Filmfesztivál, Zsűri nagydíja és az Őkumenikus zsűri díja, La Belle noiseuse, 1991